# Munții Europeni Centrali

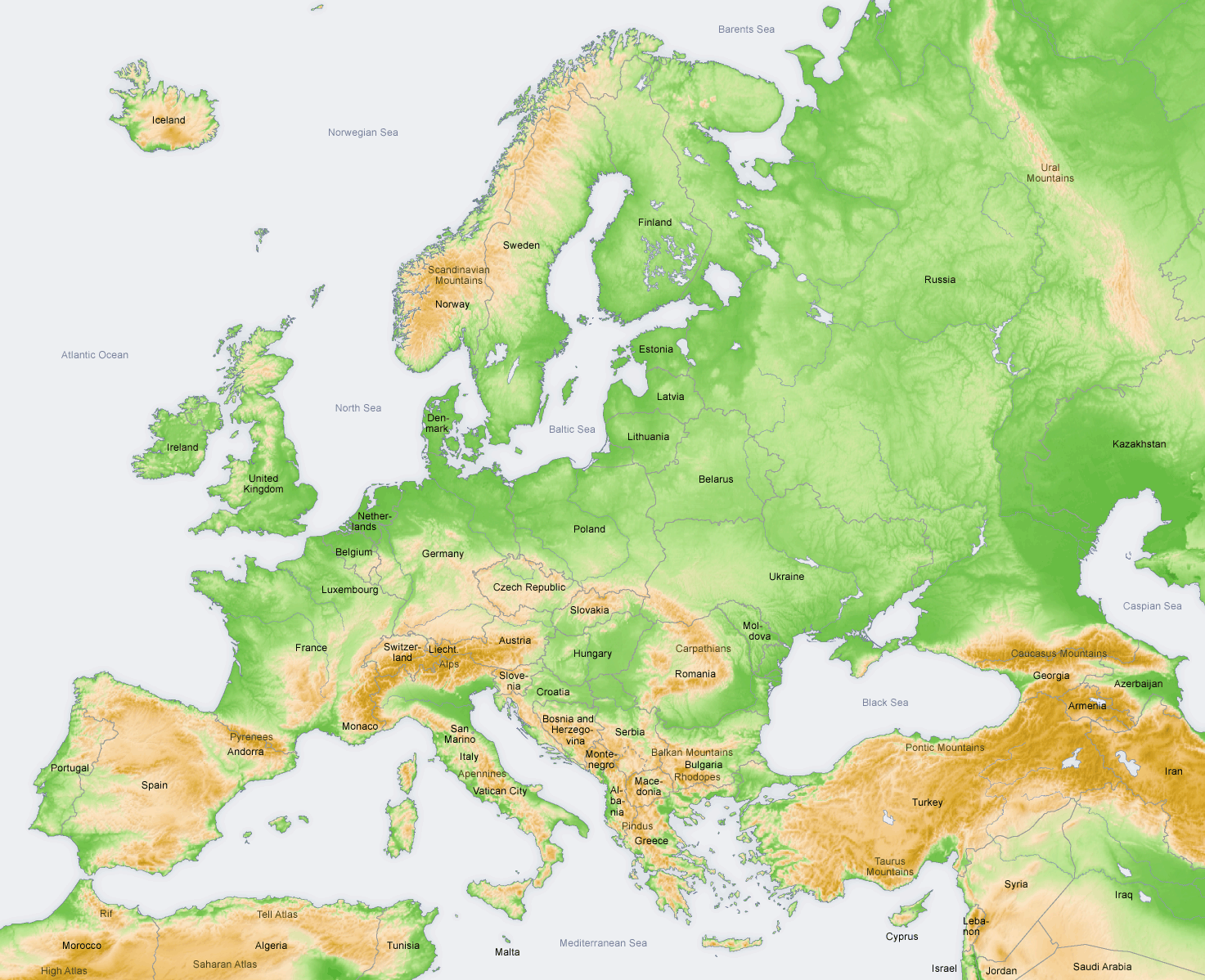

Europa Centrală, în sens mai larg, cuprinde un sistem de munți înalți: Munții Alpi și Munții Carpați, precum și o serie de munți de altitudine medie (între aproximativ 1000 și 2000 m ), de exemplu cei aparținând masivului Boemia, încă cu caracteristici montane preponderente. Ambele tipuri de munți acționează ca turnuri de apă.  Altitudinea lor înaltă aduce precipitații dinspre mare și provoacă o evapotranspirație scăzută, iar excedentul rezultat al bilanțului de apa crește volumul apelor în râurile mari europene și ale altor surse importante de apă. Alături de munte, zone întinse din Europa Centrală sunt ocupate de podișuri și dealuri de altitudine joasă (să zicem, între 400 și 800 m), în care surplusul anual de apă este mai puțin vizibil. 